# Jonáš II. aneb Jak je důležité míti Melicharovou
Jonáš II. aneb Jak je důležité míti Melicharovou je československý hraný film z roku 1988, který režíroval Vladimír Sís.

## Děj
Pan Jonáš je bývalý kabaretiér, který vzpomíná na svou dávnou a zašlou divadelní slávu. Ve své bytné, paní Melicharové má oddanou a nekritickou obdivovatelku. Aby jí udělal radost, shání jí dar k narozeninám. Nakonec sežene jen rozbitý televizor. V dešti se nastydne a onemocní a Žofie Melicharová se o něj stará. Panu Jonášovi se v jeho horečnatých snech zjevuje filmová hvězda Olivie, ale i Melicharová.

## Obsazení
| Jiří Suchý        | pan Jonáš                     |
| Jitka Molavcová   | Žofie Melicharová             |
| Mahulena Bočanová | filmová hvězda Olivie         |
| Zita Kabátová     | prodavačka losů               |
| Věra Křesadlová   | sekretářka                    |
| Erna Březinová    | bílá dívka                    |
| Antonín Klepáč    | muž v kajzrrocku              |
| Miroslav Horáček  | vrátný                        |
| Marcela Černačová | baletka                       |
| Eva Čížkovská     | černá dívka - položena Božena |
| Lenka Loubalová   | zpěvačka                      |
| Luboš Hajn        | hoch v kožené bundě           |
| Miroslav Hajn     | hoch v kožené bundě           |
| Ferdinand Havlík  | kapelník                      |
| Milan Klacek      | muž s vlčími máky             |
| Jaroslav Tomsa    | veterán                       |